# 又見郵差來按鈴
《又見郵差來按鈴》是1989年臺灣電視公司八點檔連續劇，1989年8月11日至10月5日每週一至週五晚上八點播出，賞心悅目文化公司製作，是《郵差總是按對鈴》的續作、《郵差三度來按鈴》的前作。製作人徐進良，故事企劃林桂瑛，編劇袁瓊瓊、朱永崑，導演三羊。

## 演員表
| 角色         | 演員   |
| ------------ | ------ |
| 余父         | 張方霞 |
| 大哥余耀祖   | 巴戈   |
| 大嫂楊家將   | 曾慶瑜 |
| 女兒余糖糖   | 蔡亞臻 |
| 二哥余耀宗   | 艾偉   |
| 二嫂江美美   | 徐樂眉 |
| 江父         | 魯直   |
| 江母         | 梅芳   |
| 三哥余冠軍   | 謝祖武 |
| 四妹余比麗   | 鄭宜雰 |
| 展竹(小蝴蝶) | 李芳雯 |
| 小蘋果       | 許淑蘋 |
| 周路         | 李長安 |
| 范辰         | 夏靖庭 |
| 陳秋子       | 王詩媛 |
| 唐逑         | 黃佳慧 |
| 奧斯卡       | 江宏恩 |

## 工作人員
第1至2集片尾工作人員表（片頭均無工作人員表）
- 監製：李光輝
- 製作：賞心悅目文化公司
- 製作人：徐進良
- 企劃：許家石、王韻儀
- 故事企劃：林桂瑛
- 編劇：袁瓊瓊、朱永崑
- 導演：三羊
- 宣傳企劃：解保華、戴國安、王先林
- 片頭題字：王軼猛
- 執行製作：吳金瑛、孫海澎
- 製作助理：唐瓊、吳啟文
- 道具陳設：陳金茂、柳信合
- 造型設計：飛廸髮廊、夢工場新娘世界
- 化粧：廖淑珍
- 服裝：何秀英
- 梳粧：胖胖、CoCo霍、劉秀芬
- 外景燈光：大立影視燈光
- 外景攝影：飛箭攝影小組
- 攝影：黃德綸、施哲儒、羅文憲
- 燈光：賴吉光
- 成音：汪清教、陳文田
- 技術指導：毛志揚
- 音效：華聆工作室
- 美術指導：林格
- 副導演：陳道龍
- 助理導播：李麗芳、吳素娥、許明月
- 副導播：朱珍珍
- 導播：馬亞民

第3集片頭工作人員表
- 監製：李光輝
- 製作：賞心悅目文化公司
- 製作人：徐進良
- 企劃：許家石、王韻儀
- 故事企劃：林桂瑛
- 編劇：袁瓊瓊、朱永崑
- 導演：三羊
- 宣傳企劃：解保華、戴國安、王先林
- 片頭題字：王軼猛

第3集片尾工作人員表
- 執行製作：吳金瑛、孫海澎
- 製作助理：唐瓊、吳啟文
- 道具陳設：陳金茂、柳信合
- 造型設計：飛廸髮廊、夢工場新娘世界
- 化粧：廖淑珍
- 服裝：何秀英
- 梳粧：胖胖、CoCo霍、劉秀芬
- 外景燈光：大立影視燈光
- 外景攝影：飛箭攝影小組
- 攝影：翁明電、方瑞德、陳啟燦
- 燈光：江碩茂
- 成音：汪清教、張惠國
- 技術指導：李長盛
- 音效：華聆工作室
- 美術指導：林格
- 副導演：陳道龍
- 助理導播：李麗芳、吳素娥、許明月
- 副導播：王文欽
- 導播：馬亞民

## 主題曲
主題曲（第1至2集片尾曲，第3集起各集片頭曲）：〈陽光派對〉
作詞：陳婷，作曲：譚健常，主唱：粉紅派對
第3集起各集片尾曲：〈完全自我〉
作詞：林秋離，作曲：楊明煌，主唱：粉紅派對

## 外部連結
- YouTube台視官方頻道《又見郵差來按鈴》